# Globocrania emesa
Globocrania emesa is een wandelende tak uit de familie Diapheromeridae. De wetenschappelijke naam van deze soort is voor het eerst voorgesteld als Bacteria emesa door John Obadiah Westwood in een publicatie uit 1859.
De soort komt voor in Brazilië.